# Fantaso

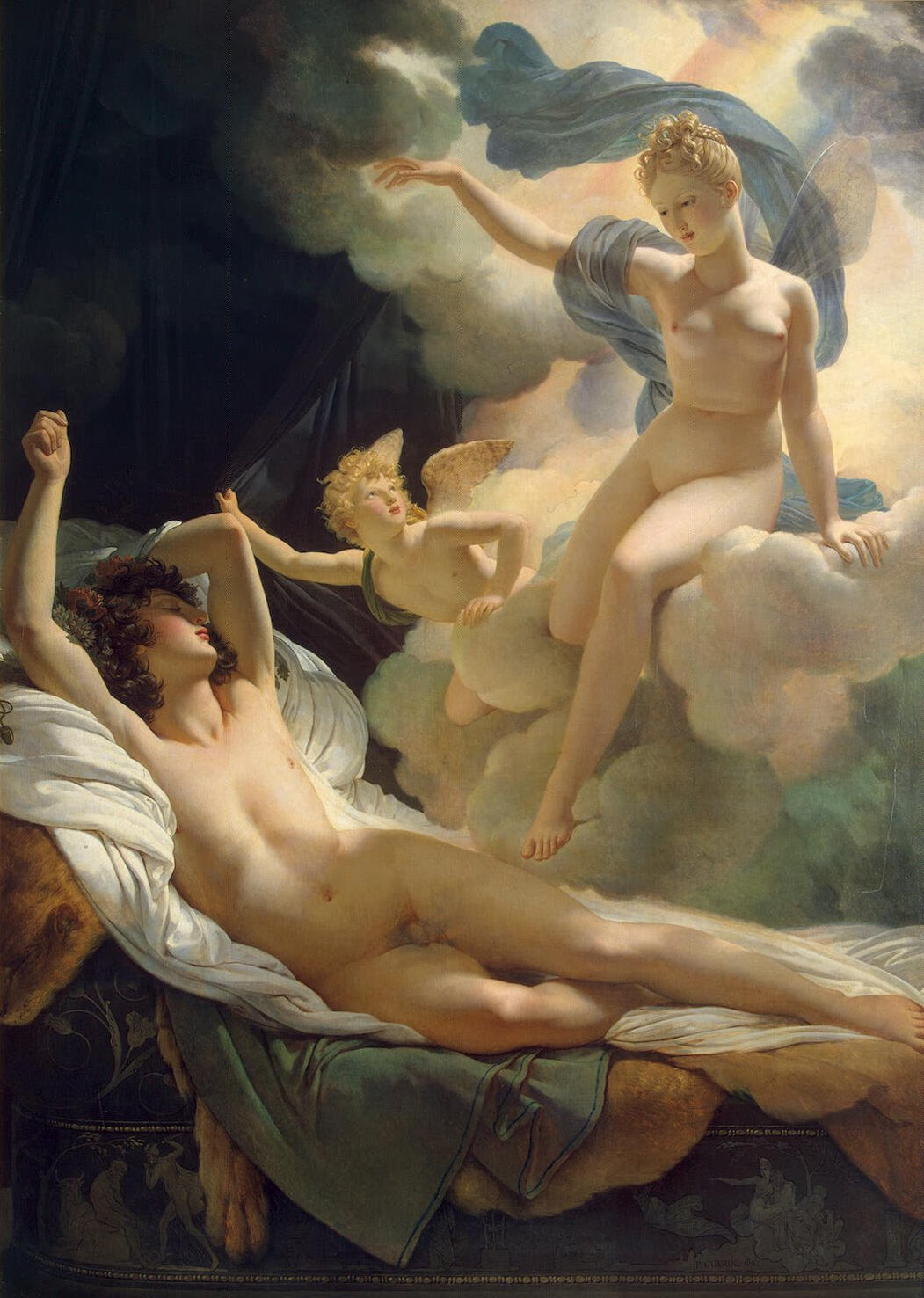
Morfeo, Phantasos e Iris, pintura de Pierre-Narcisse Guérin.

En la mitología grecorromana, Fántaso (en latín: Phantăsus, del griego Φάντᾶσος: ‘fantasía’) era uno de los somnia («ensueños»), los mil hijos de Somnus («Sueño»), que personificaban los sueños. 
Solo aparece en el poema de Las metamorfosis de Ovidio, y este dice que en los sueños adopta la forma de elementos inertes: «él anima a la tierra, a una roca, a una ola, a un madero y a cuanto está todo carente de ánima, falazmente se pasa». Era uno de los ensueños principales, junto a sus hermanos Morfeo y Fobétor.
Higino y Cicerón dicen que tanto los Sueños (Somnia) como el Sueño (Somnus) habían nacido de la unión entre la Noche (Nox) y el Erebo. Virgilio dice que en el centro del inframundo se erige un sombrío olmo gigante que tiende sus ramas, con sus añosos brazos. Anidan por todo él los «sueños vanos», según dicen, colgados de todo su follaje.